# A tizedes háreme
A tizedes háreme (eredeti cím: Beguiled) 1971-ben bemutatott amerikai pszichothriller, melyet Don Siegel rendezett. A forgatókönyvet Albert Maltz írta, Thomas P. Cullinan The Beguiled című 1966-os regénye alapján. A főbb szerepekben Clint Eastwood, Geraldine Page és Elizabeth Hartman látható.
Ez volt Siegel és Eastwood harmadik közös filmje, a Coogan blöffje (1968) és a Két öszvér Sára nővérnek (1970) után. Még két alkalommal dolgoztak együtt, a Piszkos Harry (1971) és a Szökés Alcatrazból (1979) elkészítése során.
2017-ben az eredeti történetet Sofia Coppola is feldolgozta, Csábítás címmel.

## Cselekmény
A történet 1863-ban, az amerikai polgárháború idején játszódik. A Mississippi államban élő tizenkét éves Amy, Miss Martha bentlakásos lányiskolájának növendéke rátalál az Unió súlyosan sérült tizedesére, John 'McBee' McBurneyre. Elviszi őt a falakkal zárt iskolába, ahol az intézményvezető Martha Farnsworth először át akarja adni az ellenséges katonát a Konföderáció csapatainak. Végül úgy dönt, előbb az iskola zenetermébe zárja és meggyógyítja a sebesültet. Az ellenkező nemmel tapasztalatlan és bizalmatlan tanárnő, Edwina és egy Carol nevű, jóval tapasztaltabb tizenhét éves növendék is szemet vet a jövevényre.
John elkezd összebarátkozni az épületben élő lányokkal és nőkkel, köztük egy Hallie nevű fekete rabszolgával is. Ahogyan a férfi mindegyiküket elbűvöli, az intézményben felüti fejét a féltékenykedés és a nők egyre inkább egymás ellen fordulnak. Carol szemtanúja lesz, amint John és Edwina csókolózik, ezért az iskola kapujára kötözött kék ronggyal figyelmezteti a Konföderációs erőket a veszélyre. A felbukkanó katonáknak Martha azt hazudja, John a déli államokhoz hű rokona. Az idősödő Martha is belehabarodik Johnba és visszaemlékezéseiből kiderül: korábban vérfertőző kapcsolatban állt azóta halottnak nyilvánított bátyjával. Martha ezermesterként az iskolában akarja tartani a férfit és szexuálisan közeledik hozzá, de az elutasítja. 
Egyik éjjel Edwina Carol ágyában találja Johnt, és féltékenységében rátámad egy gyertyatartóval. A férfi legurul a lépcsőn és több helyen súlyos töréseket szenved a lábán. Martha ragaszkodik a sérült lábszár levágásához, máskülönben John nem maradhat életben. A konyhában elvégzi a szerinte életmentő műveletet, de a felébredő tizedes – értesülve a műtétről – azzal vádolja, a nő bosszúból csonkította meg, amiért korábban elutasította.
A szobába zárt John meggyőzi Carolt, nyissa ki neki az ajtót, majd Martha hálószobájába oson. Ellopja annak fegyverét, illetve néhány személyes tárgyat, köztük a bátyjától kapott leveleket. John biztos benne, hogy Martha fogolyként az iskolában akarja tartani őt, ezért fegyvert szegez rá és kijelenti: mostantól ő a ház ura és bármelyik nőt megkaphatja. Leissza magát és felfedi Martha korábbi vérfertőző viszonyát, melyet a levelek bizonyítanak. Dührohamában megöli Amy házikedvenc teknősét is, és hiába kér azonnal bocsánatot, a kislány meggyűlöli őt. Edwina követi a szobájába a férfit, szerelmet vall neki és a film később utalásokat tesz szexuális együttlétükre is.
Martha eközben (Edwinát kivéve, aki John szobájában van) mindenkit meggyőz arról, hogy az ellenséges katonának meg kell halnia – ugyanis a közelben Uniós katonák táboroznak és John leleplezheti előttük a Konföderációval szimpatizáló intézményt. Martha megkéri Amyt, szedjen gombát kifejezetten John számára, Amy pedig azonnal tudja, hol találja azokat az erdőben. Vacsora közben John bocsánatot kér tettei miatt és Edwina elárulja, az iskola elhagyását és házasságot terveznek a tizedessel. John eszik a gombából, amit senki más nem kóstol meg, de amikor Edwina mégis így tenne, Martha rákiált. John felismeri a mérgezést és pár bizonytalan lépés után holtan esik össze.
Másnap a nők a holttestét egy zsákba varrják, előkészítve a későbbi elégetéséhez. Közös alibijük alapján a férfi végkimerültségben halt meg, Amy pedig hevesen tagadja, hogy tévedésből bármikor is mérges gombát szedne.

## Szereplők
| Szerep                        | Színész           | Magyar hang        |
| ----------------------------- | ----------------- | ------------------ |
| John 'McBee' McBurney tizedes | Clint Eastwood    | Vass Gábor         |
| Martha Farnsworth             | Geraldine Page    | Tímár Éva          |
| Edwina Dabney                 | Elizabeth Hartman | Zsigmond Tamara    |
| Carol                         | Jo Ann Harris     | Németh Borbála     |
| Doris                         | Darleen Carr      |                    |
| Hallie                        | Mae Mercer        | Kocsis Mariann     |
| Amelia 'Amy'                  | Pamelyn Ferdin    | Bogdányi Titanilla |
| Abigail                       | Melody Thomas     | Molnár Ilona       |
| Lizzie                        | Peggy Drier       |                    |
| Janie                         | Pattye Mattick    |                    |

## Fordítás
- Ez a szócikk részben vagy egészben  a   The Beguiled (1971 film) című angol Wikipédia-szócikk ezen változatának fordításán alapul.  Az eredeti cikk szerkesztőit annak laptörténete sorolja fel. Ez a jelzés csupán a megfogalmazás eredetét és a szerzői jogokat jelzi, nem szolgál a cikkben szereplő információk forrásmegjelöléseként.

## Kapcsolódó film
- Csábítás – Sofia Coppola az eredeti alapművet feldolgozó 2017-es filmje